# معتمدية بومهل
معتمدية بومهل إحدى معتمديات الجمهورية التونسية، تابعة لولاية بن عروس.

### مواضيع ذات علاقة
- ولاية بن عروس.